# Ивангородская крепость (Польша)
Ивангородская крепость (пол. Twierdza Dęblin) — российская крепость XIX века возле польского города Демблин, при впадении реки Вепш в Вислу. Построена в 1832—1847 гг., по инициативе наместника Ивана Фёдоровича Паскевича, светлейшего князя Варшавского — и наречена в его честь Ивангородской, или Ивангородом.

## История
В 1832 года в Демблине, по инициативе наместника Ивана Фёдоровича Паскевича, светлейшего князя Варшавского, началось строительство крепости для защиты стратегической переправы через реку Висла. Постройкой укреплений в 1832—1846 гг. руководил инженер-полковник Н. А. Рыдзевский. План был разработан Иваном Деном, строителем Модлинской и Варшавской крепостей. Демблинская крепость изначально представляла собой большое укрепление в виде пятиугольного форта. Впоследствии были достроены три отдельных люнета. Вход в крепость осуществлялся по трём мостам через Николаевские, Владимирские, Георгиевские ворота.
В 1840 года император Николай I повелел назвать крепость — в честь Ивана Паскевича — Ивангородской. Крепость Демблин стал Ивангородом.
В 1847 году на левом берегу Вислы было построено второе (предмостное) укрепление — Форт князя Горчакова.
В 1856 году останки фельдмаршала Ивана Паскевича были, по его желанию, преданы земле в крепости Ивангороде.
В 1872—1882 годах, по плану Э. И. Тотлебена, вокруг прежней крепости были построено кольцо из 6 фортов (4 на правом берегу и 2 на левом). Они располагались по окружности радиусом 2½ километра из центра большого укрепления, которое отныне стало именоваться цитаделью. III-му форту дано было имя «Демблин». Каждый форт делался по образу цитадели, только меньшим по размеру.
В 1892 году проездом по железной дороге крепость посетил император Александр III. В том же году было проведена некоторая модернизация крепости, в частности 6-го форта, переименованного в «Ванновский» (а построенный небольшой 7-й форт стал 6-м).
В начале 1900-х годов Ивангород-Демблин приобрёл большое значение, сделавшись крупным узлом железных и шоссейных дорог.
В 1909 году признанная устаревшей крепость была упразднена, но в 1913 году снова введена в строй. К началу Первой мировой войны она находилась в плохом состоянии. И без того устаревшие укрепления были частично разрушены временем и наводнениями от разливов Вислы.
За неполный год крепость трижды сыграла важную оперативно-стратегическую роль в боевых событиях на Русском фронте Первой мировой войны.
В самом начале войны крепость была частично восстановлена энергичными усилиями её нового коменданта А. В. Шварца, назначенного в августе 1914 года. 
Крепость была опорным пунктом русских войск во время Варшавско-Ивангородской операции. Противник не смог взять крепость, а после контрнаступления русских войск был вынужден отступить. После этого Шварц был произведён в генерал-майоры и награждён Георгиевским оружием. 

За блестящую распорядительность и выдающуюся храбрость, давшие возможность крепости упорно обороняться и отразить все атаки сильного противника, в период с 26 сентября по 8 октября 1914 г., совершенно самостоятельно до подхода подкрепления— Выс. пр. от 08.11.1914 г.
Заслуги Шварца высоко оценил император Николай II, посетивший Ивангород в октябре 1914 года и сказавший: «Как мне приятно смотреть на Вас: на Вашем лице отражается чувство исполненного долга». 
В период великого отступления 1915 года возле крепости шли упорные бои между русскими и немецкими войсками. В июле 1915 года Шварц вновь успешно оборонял Ивангород от войск противника. В связи с общим отступлением русской армии, получив соответствующий приказ, организованно эвакуировал гарнизон крепости и его имущество (в том числе орудия крепостной артиллерии), а затем организовал взрыв укреплений. При этом сам Шварц считал эвакуацию преждевременной, полагая необходимым продолжение обороны. 22 июля (4 августа) 1915 г. Ивангородская крепость была занята австро-венгерскими войсками. С этого момента город снова стал именоваться Демблином, крепость стала Демблинской.
Во время Советско-польской войны крепость использовалась польскими войсками как опорный пункт, от которого началось успешное контрнаступление поляков. Впоследствии Демблинская крепость использовалась польской армией.
В годы Великой Отечественной войны нацисты устроили в крепости лагерь для военнопленных — Демблинский шталаг, просуществовавший с конца лета 1941 до освобождения крепости советскими войсками в 1944 году.
Сейчас с воздуха видны остатки основных фортов (в частности южный «Ванновский», устроенный прямо на железной дороге).

## Храм св. Иоанна Предтечи и Покрова Пресвятой Богородицы
27 сентября 1849 года в одной из трёх крупнейших цитаделей Польши была освящена войсковая церковь во имя св. Крестителя Господня Иоанна и Покрова Пресвятой Богородицы. Каменный храм, вмещавший семьсот человек, был построен в форме креста, с одним куполом и колокольней, на которой было шесть колоколов. Церковь не сохранилась до наших времен, остались только фундаменты.